# Жемчужное ожерелье (фильм, 1915)
«Жемчужное ожерелье» (1915) — художественный немой фильм режиссёра Евгения Бауэра. Премьера состоялась 4 апреля 1915 года.
Фильм сохранился не полностью, без надписей. Сохранились две сцены.

## Сюжет
Сюжет является эпизодом «Преступной деятельности Шпейера». Либретто фильма описано в журнале «Кинема».
Эллен испытывает антипатию к мужу, тот обвиняет её в связи с любовником Павлом Ярцевым. Муж требует, чтобы она поехала с ним на балет, а потом на раут в посольство. Он признаётся, что разорён, но просит надеть жену жемчужное ожерелье, чтобы все думали, что семья богата.
Эллен едет к любовнику и негодует на мужа. Ярцев получает телеграмму и уходит. Лакей Пётр пытается сорвать ожерелье с Эллен. В результате борьбы она теряет сознание. Очнувшись, она видит Ярцева, который торопит Петра снять ожерелье. Грабители выясняют, что жемчуг поддельный. Ярцев в бешенстве, он сильно ударяет Эллен и бросает ей в лицо фальшивый жемчуг.

## В ролях
| Актёр             | Роль        |
| ----------------- | ----------- |
| Лина (Эмма) Бауэр | Эллен       |
| Арсений Бибиков   | её муж      |
| Владимир Эльский  | Павел Ярцев |
| Сергей Квасницкий | лакей Пётр  |

## Съёмочная группа
- Режиссёр: Евгений Бауэр
- Оператор: Борис Завелев
- Продюсер: Александр Ханжонков

## Критика
«Вестник кинематографии» представил фильм интересной остроумной комедией, «дающей массу самых неожиданных эффектов».
Журнал «Сине-фоно» оценил фильм следующим образом: «Великолепная миниатюра в мастерской постановке Бауэра. Несмотря на краткость метража, лента захватывает сильным трагизмом сюжета».
Историк кино В. Ф. Семерчук оценил фильм как «удачный трагифарс».